# Dvojná vazba (chemie)

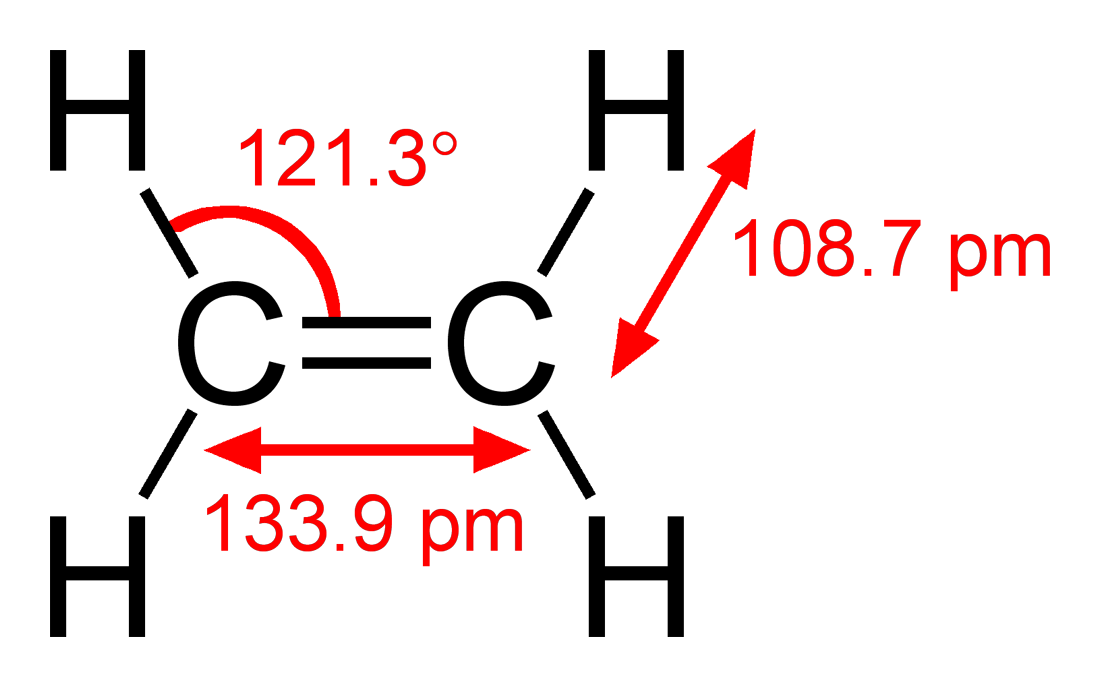
Dvojná vazba v ethenu

Dvojná vazba je forma kovalentní vazby, která obsahuje čtyři vazebné elektrony. Tyto elektrony tvoří dva elektronové páry, které pak spojují dva atomy. Dvojné vazby jsou bohaté na elektrony, proto jsou reaktivní. Zvláště v přítomnosti silného akceptoru elektronů (například halogenů). Ve strukturních vzorcích se dvojná vazba znázorňuje dvěma rovnoběžnými čarami mezi atomy.
Mezi stejnými dvěma atomy je dvojná vazba obecně silnější a kratší než vazba jednoduchá. Pokud molekula obsahuje dvě nebo více dvojných vazeb, jsou označovány podle polohy jako kumulované, konjugované nebo izolované.

Nejčastější dvojnou vazbou je vazba mezi dvěma atomy uhlíku v alkenech. Existuje ale i mezi dalšími prvky. Například v karbonylové skupině mezi atomem uhlíku a atomem kyslíku (C=O), v azosloučeninách (N=N), iminech (C=N) a sulfoxidech (S=O).

Ethen, vazba uhlík–uhlík
Aceton, vazba uhlík-kyslík
Dimethylsulfoxid, vazba síra-kyslík
Diazen, vazba dusík-dusík

## Historie
- Dvojné vazby zavedl v chemické terminologii ruský chemik Alexander Michajlovič Butlerov (1828–1886).
- Reprezentaci dvojné vazby dvěma dvojnými čarami zavedl rakouský chemik a fyzik Johann Josef Loschmidt (1821–1895).
- Koncovky -an, -en, -in pro označení nasycených (jednoduchá vazba) a nenasycených alkanů (dvojná a trojná vazba) zavedl německý chemik August Wilhelm von Hofmann (1818–1892).

## Princip dvojné vazby

Hybridizace sp^{2}

Princip dvojné vazby se dá jednoduše vysvětlit pomocí hybridizace orbitalů, což je proces energetického sjednocení původně energeticky nerovnocenných atomových orbitalů. Například u atomu uhlíku, který má čtyři valenční elektrony umístěné v orbitalech 2s a 2p, může dojít ke třem typům hybridizace:
- sp – trojná lineární vazba v alkynech

- sp2 – dvojná trigonální (trojúhelníková) vazba v alkenech
- sp3 – jednoduchá tetraedrická (trojboký jehlan) vazba v alkanech

Například v ethenu CH2=CH2 má každý atom uhlíku tři hybridizované orbitaly sp2 (leží v jedné rovině s uhly 120° mezi nimi) a jeden nehybridizivaný orbital pz (leží kolmo k této rovině). Když se tyto dva atomy uhlíku přiblíží, jeden ze tří orbitalů sp2 na prvním uhlíku vytvoří σ vazbu s příslušným orbitalem sp2 na druhém uhlíku. Ve stejnou chvíli spolu orbitaly pz obou uhlíků vytvoří π vazbu. Tak mezi nimi vznikne dvojná vazba.

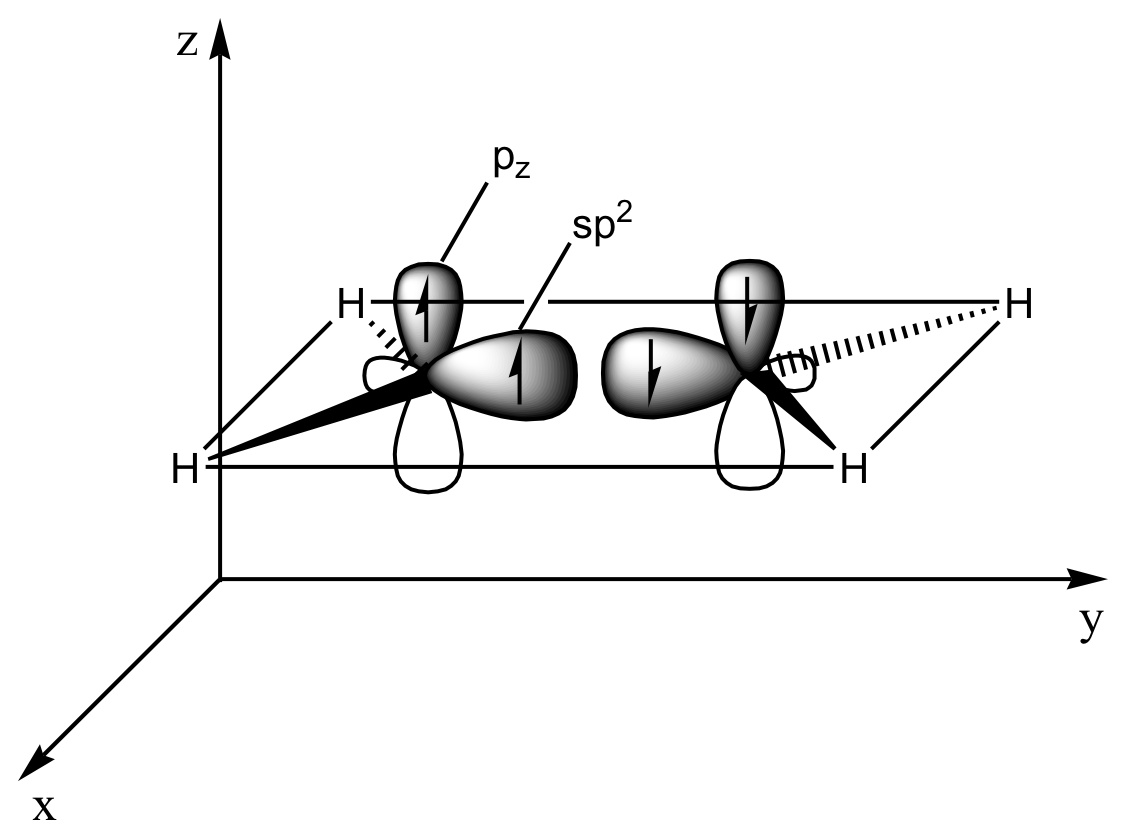
Dva sp2 se přiblíží a vytvoří σ vazbu, která leží v rovině.
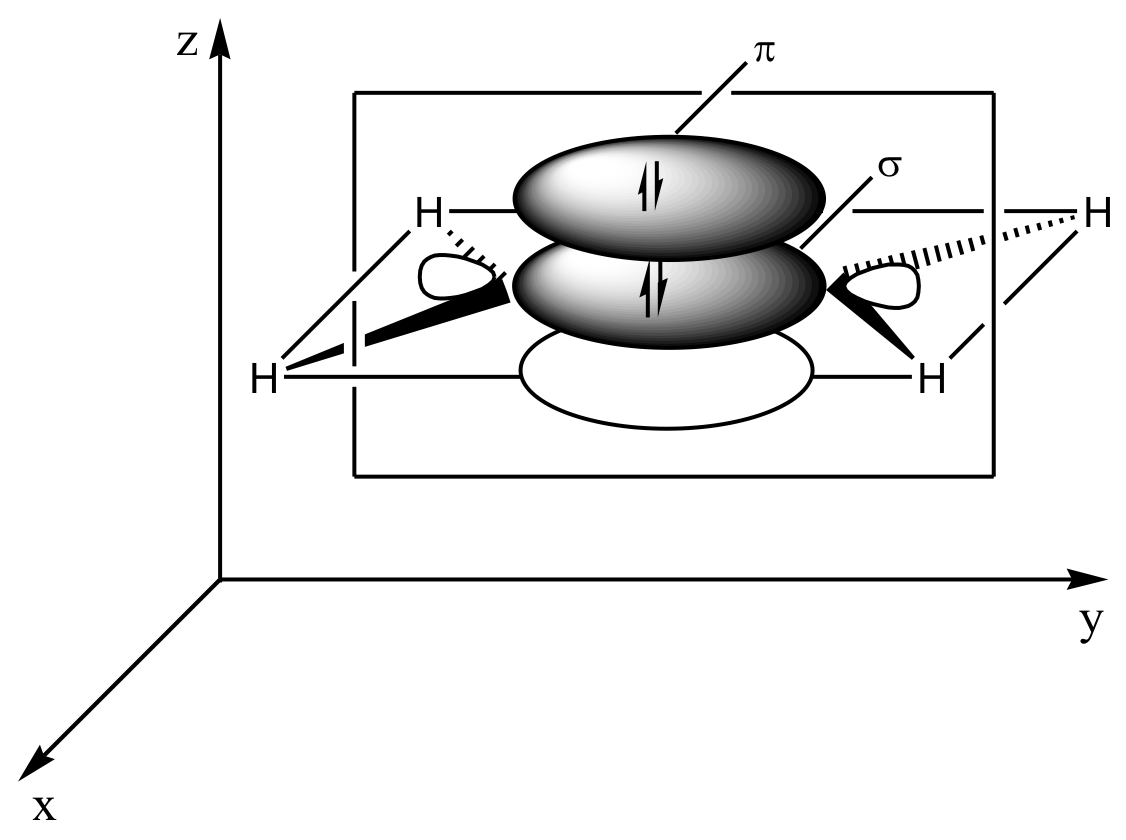
Dva pz orbitaly se překryjí a vytvoří π vazbu v rovině rovnoběžné se σ vazbou

## Vlastnosti dvojné vazby

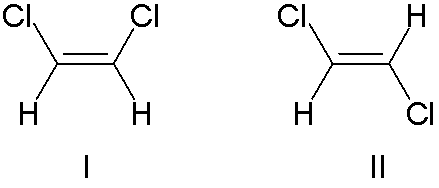
Dva izomery dichlorethenu, cis-1,2-dichlorethen (I) a trans-1,2-dichlorethen (II)

Mají-li molekuly s dvojnou vazbou dva různé substituenty, rozlišuje se mezi cis- a trans-izomery podle jejich polohy k dvojné vazbě. Důvodem je maximální překryv orbitalů pz, které jsou kolmé k hybridizovaným orbitalům sp2, a proto není možná rotace kolem dvojné vazby.
Pokud má sloučenina více dvojných vazeb, dělí se podle své polohy na:
- kumulativní vazby – jsou přímo sousedící
- konjugované vazby – jsou oddělené právě jednou jednoduchou vazbou
- izolované vazby – jsou oddělené více než jednou jednoduchou vazbou

## Příklady sloučenin

Horní řada – acetaldehyd, aceton a methylester kyseliny octové
Dolní řada – 3-oxazolin, oxim acetonu (acetoxim) a propen

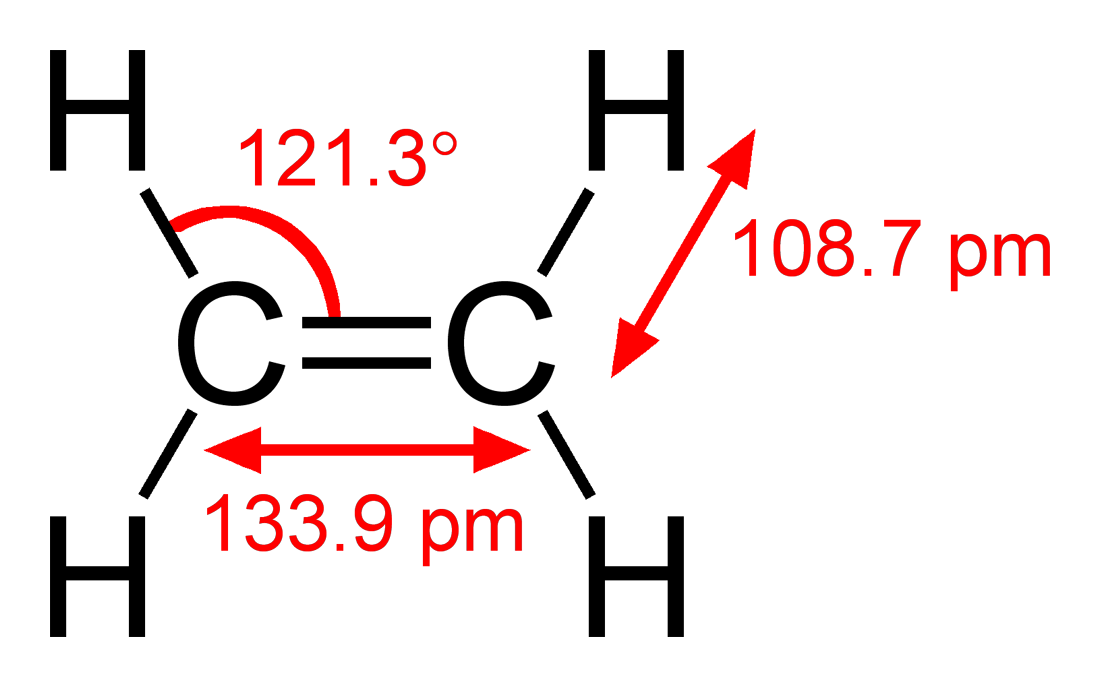
ethen
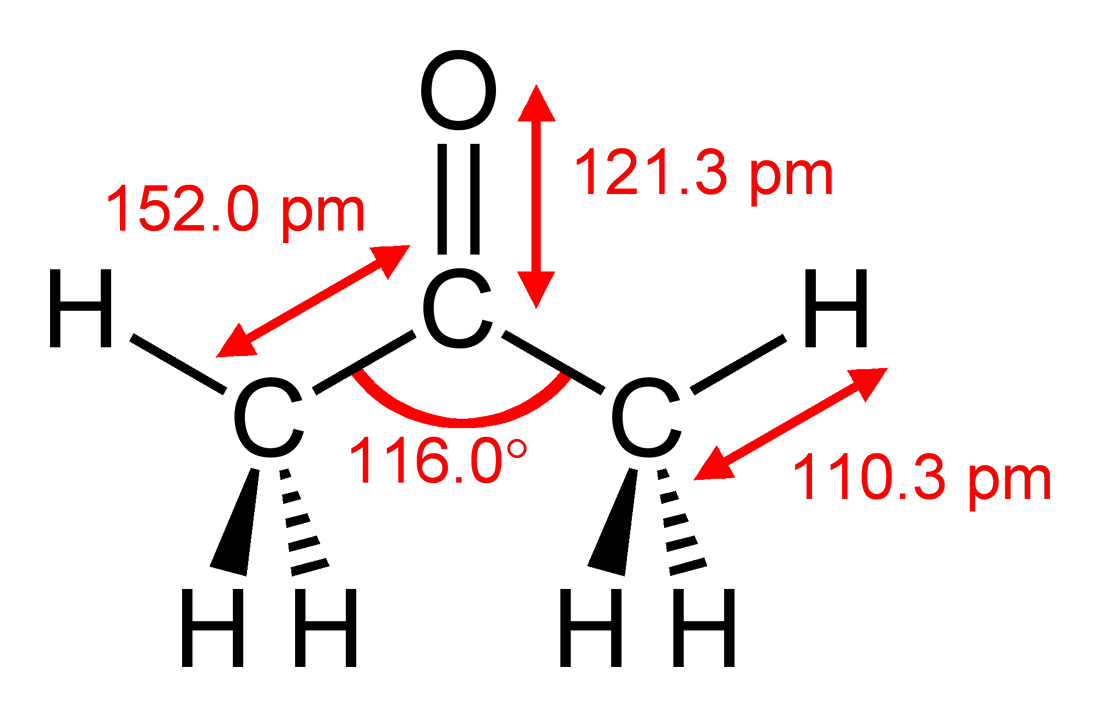
aceton
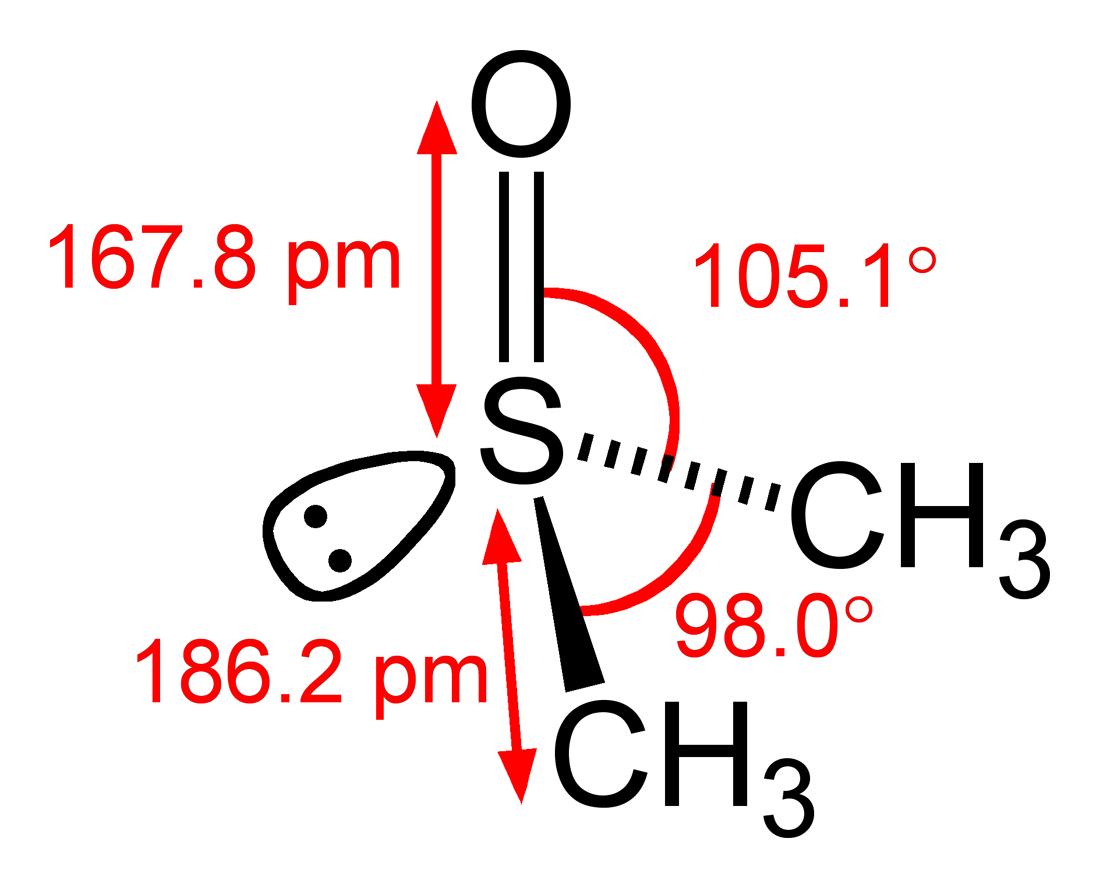
dimethylsulfoxid